# GDDR6 SDRAM

Graphics Double Data Rate 6 Synchronous Dynamic Random-Access Memory (GDDR6 SDRAM) és un tipus de memòria gràfica síncrona d'accés aleatori (SGRAM) amb un ample de banda elevat, interfície de "doble velocitat de dades", dissenyada per utilitzar-se en targetes gràfiques, consoles de jocs, i informàtica d'alt rendiment. És un tipus de GDDR SDRAM (gràfics DDR SDRAM), i és el successor de GDDR5. Igual que GDDR5X, utilitza QDR (taxa de dades quàdruple) en referència al rellotge d'ordres d'escriptura (WCK) i ODR (taxa de dades octal) en referència al rellotge de comandaments (CK).

## Visió general
L'especificació finalitzada va ser publicada per JEDEC el juliol de 2017. GDDR6 ofereix una amplada de banda més gran per pin (fins a 16 Gbit/s) i tensions de funcionament més baixes (1,35 V), augmentant el rendiment i disminuint el consum d'energia en relació amb GDDR5X.

## GDDR6X
Micron va desenvolupar GDDR6X en estreta col·laboració amb Nvidia. GDDR6X SGRAM encara no havia estat estandarditzat per JEDEC. Nvidia és l'únic soci de llançament de GDDR6X de Micron. GDDR6X ofereix una amplada de banda augmentada per pin entre 19 i 21 Gbit/s amb senyalització PAM 4, permetent que es transmetin dos bits per símbol i substituint la codificació anterior NRZ (no retorn a zero, PAM2) que només proporcionava un bit per símbol, limitant així l'ample de banda per pin de GDDR6 a 16 Gbit/s. Les primeres targetes gràfiques que utilitzen GDDR6X són les targetes gràfiques Nvidia GeForce RTX 3080 i 3090. La senyalització PAM4 no és nova, però costa més d'implementar, en part perquè requereix més espai als xips i és més propensa a problemes de relació senyal-soroll (SNR), que va limitar principalment el seu ús a xarxes d'alta velocitat (com ara Ethernet 200G). GDDR6X consumeix un 15% menys d'energia per bit transferit que GDDR6, però el consum total d'energia és més gran ja que GDDR6X és més ràpid que GDDR6. De mitjana, PAM4 consumeix menys potència i utilitza menys pins que la senyalització diferencial tot i que és més ràpid que NRZ. Es creu que GDDR6X és més barat que la memòria d'ample de banda alt.